# Tacheta Zougagha
Tacheta Zougagha (em árabe: تاشتة زقاغة) é uma cidade localizada na província de Aïn Defla, no norte da Argélia. Sua população era de 23 397 habitantes, em 2008.